# Matilde Paoletti
Matilde Paoletti (* 4. März 2003 in Perugia) ist eine italienische Tennisspielerin.

## Karriere
Paoletti begann mit sechs Jahren das Tennisspielen und bevorzugt Sandplätze. Sie spielt hauptsächlich auf der ITF Women’s World Tennis Tour, wo sie bislang zwei Einzel- und zwei Doppeltitel gewann.
2020 gewann Paoletti den Titel im Dameneinzel bei den Porto Alegre Junior Championships sowie mit ihrer Partnerin Asia Serafini im Doppel bei den J1 Lambaré. Bei den French Open 2020 erreichte sie im Juniorinneneinzel das Achtelfinale.
Am 19. Juli 2021 wurde bei Paoletti ein routinemäßiger Dopingtest durchgeführt, der positiv ausfiel; in ihrem Blut wurde die Substanz Clostebol nachgewiesen. Am 7. September 2021 wurde sie von der ITF vorübergehend suspendiert.

## Turniersiege

### Einzel
| Nr. | Datum            | Turnier                  | Kategorie | Belag | Finalgegnerin | Ergebnis       |
| --- | ---------------- | ------------------------ | --------- | ----- | ------------- | -------------- |
| 1.  | 28. August 2022  | Verbier                  | ITF W25   | Sand  | Zeynep Sönmez | 6:2, 3:6, 7:62 |
| 2.  | 13. Oktober 2024 | Santa Margherita di Pula | ITF W35   | Sand  | Irina Bara    | 3:6, 6:2, 6:2  |

### Doppel
| Nr. | Datum             | Turnier | Kategorie | Belag             | Partnerin   | Finalgegnerinnen                  | Ergebnis  |
| --- | ----------------- | ------- | --------- | ----------------- | ----------- | --------------------------------- | --------- |
| 1.  | 18. Dezember 2020 | Gröden  | ITF W25   | Hartplatz (Halle) | Lisa Pigato | Maja Chwalińska Linda Fruhvirtová | 7:5, 6:1  |
| 2.  | 21. Mai 2022      | Rom     | ITF W60   | Sand              | Lisa Pigato | Darja Astachowa Daniela Vismane   | 6:3, 7:67 |